# Battersbys stilettorm
Battersbys stilettorm (Atractaspis battersbyi), är en ormart inom familjen stilettormar som tillhör släktet jordhuggormar.

## Kännetecken
Ormen är giftig, och ska inte hållas bakom huvudet, då alla jordhuggormar har speciella utfällbara främre huggtänder som de kan hugga med om man håller dem bakom huvudet. Det har hänt att den huggit forskare som hållit den på detta sätt. Dessutom kan en orm skadas när man tar den bakom huvudet.

## Utbredning
Arten lever i västra Kongo-Kinshasa.

## Levnadssätt
Det är en grävande orm. Den hugger sitt byte med de utfällbara huggtänderna som sticker ut på sidan av munnen när den ska hugga, i sidled eller bakåt i bytet. Typisk terräng som i området Bolobo i Kongo.